# پرستودریایی پادشاهی

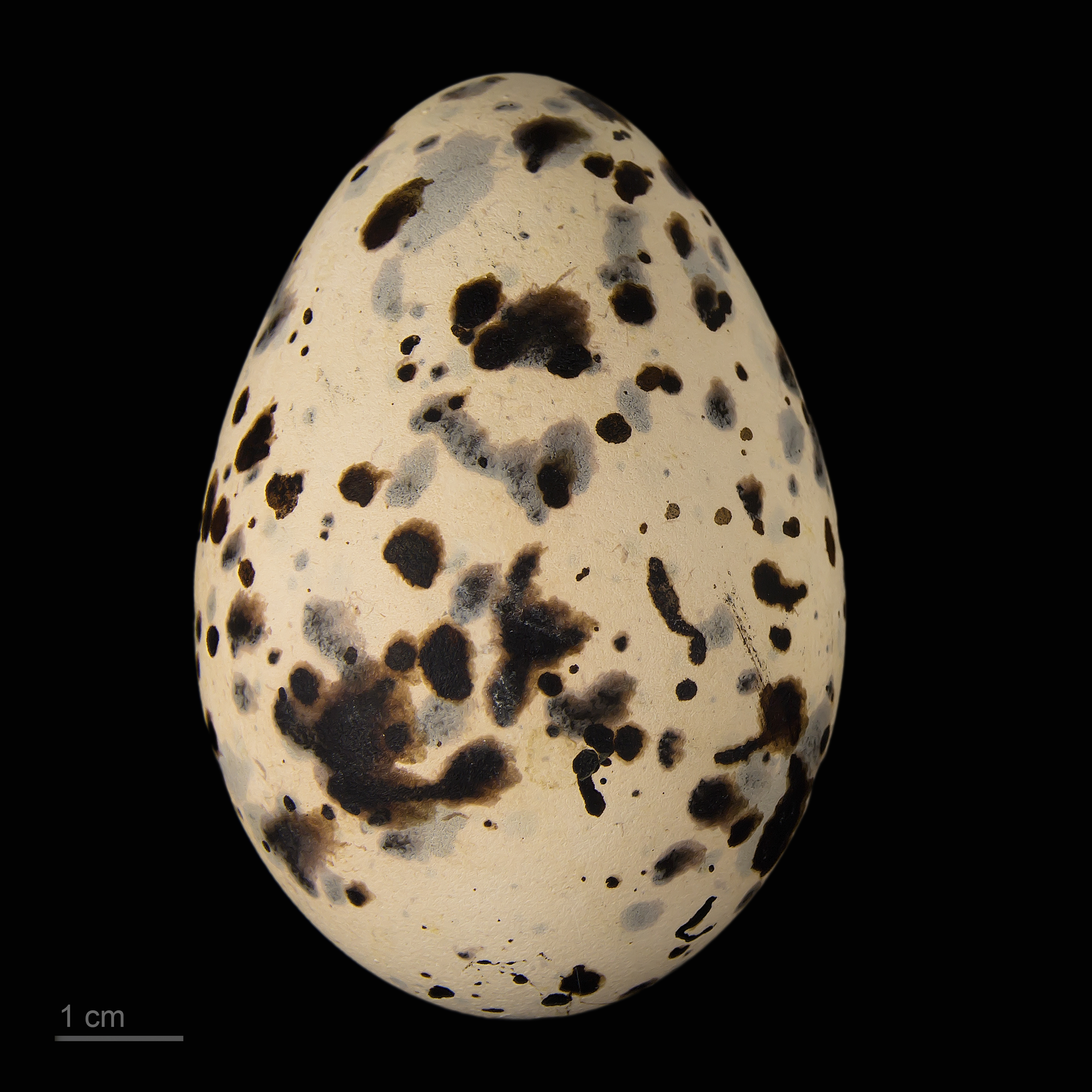
Thalasseus maximus albididorsalis

پرستودریایی پادشاهی (نام علمی: Thalasseus maximus) نام یک گونه از سرده پرستودریایی‌های کاکلی است.